# Amblyoproctus dechambrei
Amblyoproctus dechambrei är en skalbaggsart som beskrevs av Ponchel 2009. Amblyoproctus dechambrei ingår i släktet Amblyoproctus och familjen Dynastidae. Inga underarter finns listade i Catalogue of Life.